# 久保司郎
久保 司郎（くぼ しろう、1948年 - ）は、日本の工学者。専門は機械工学。学位は、工学博士（大阪大学・1976年）。大阪大学名誉教授。日本機械学会会長（2014年度）。日本材料学会会長（2008-2009年度）。

## 経歴
1971年、大阪大学工学部機械工学科を卒業。1976年に大阪大学大学院工学研究科産業機械工学専攻博士課程を修了し、博士号を取得。博士論文は「クリ－プき裂挙動に関する力学的研究」。
1981年より大阪大学工学部講師、1982年に助教授を経て、1990年に教授に就任した。2001年日本機械学会材料力学部門長。2009年には大阪大学学際融合教育研究センターのセンター長を務めた。
2013年、大阪大学名誉教授となり、同年より摂南大学教授。2015年に摂南大学理工学部融合科学研究所所長に就任。
2019年、神戸大学客員教授に就任。

## 受賞歴
- 日本機械学会賞（論文賞） - 1979年・1988年・1996年・2004年（2件）
- 日本機械学会計算力学部門業績賞 - 1994年 4.^ https://www.jsme.or.jp/cmd/japanese/award/index.html
- 日本機械学会材料力学部門業績賞、功績賞 - 2003年・2011年 5.^ https://www.jsme.or.jp/mmd/award-rep-h2.html
- 日本材料学会論文賞 - 1982年
- International Conference on Computational Engineering Sciences, The K. Washizu Medal - 1995年
- SPIE The Andronicos G. Kantsios Award - 1999年
- 日本非破壊検査協会奨励賞 - 2000年
- 日本コンクリート工学協会賞（論文賞） - 2010年
- 日本材料学会破壊力学部門委員会 Ohji-Otsuka-Okamura Award（功績賞) - 2015年
- 日本高圧力技術協会科学技術振興賞 - 2018年
- The International Congress on Fracture, the ICF Paul C. Paris Gold Medal - 2023年 6.^ https://www.icfweb.org/site/ 7.^ https://icf15.gatech.edu/awards/

## フェロー称号等
- 日本機械学会フェロー - 2001年
- 日本機械学会名誉員 - 2016年
- 日本工学会フェロー - 2016年
- 日本材料学会名誉会員 - 2019年

## 叙位・叙勲
- 紫綬褒章 - 2012年[1]
- 瑞宝中綬章 - 2021年[2][3]